# Јелисавета Шобер Поповић
Јелисавета Шобер Поповић (1923 — 28. мај 2009) је била словеначка вајарка.

## Биографија
Рођена је 1923. године у Марибору. Дипломирала је на Факултету ликовних уметности Универзитета уметности у Београду 1950. Током студија је путовала у Совјетски Савез, Грчку, Италију, Француску и Блиски исток. Члан Удружења ликовних уметника Србије је постала 1951. године. Самостално је излагала скулптуре у Београду 1967. и Земуну 1969, 1971. и 1973. Излагала је на групним изложбама УЛУС-а 1951—1971, изложби „НОБ у делима ликовних уметника Југославије” 1961, 1966. и 1971, Октобарском салону 1961—1971, изложби уметничких колекција Ечке 1967. и 1968—1970, изложбама „Пленер 68”, „Пленер 69” и „Пленер 71” у Београду, Ликовним сусретима Палића 1968. и 1970, Симпозијуму „Мермер и звуци” у Аранђеловцу 1971. и изложби скулптура у Љубљани 1972. године. Добитница је награде Савеза удружења бораца НОР-а Црне Горе на изложби „НОБ у делима ликовних уметника Југославије” 1971. Преминула је 28. маја 2009. у Старом Сланкамену.